# Mandsaur
Mandsaur est une ville indienne située dans le district de Mandsaur dans l'État du Madhya Pradesh. En 2001, sa population était de 116 483 habitants.

## Traduction
- (en) Cet article est partiellement ou en totalité issu de l’article de Wikipédia en anglais intitulé « Mandsaur » (voir la liste des auteurs).